# Celebeszi kígyászsas
A celebeszi kígyászsas (Spilornis rufipectus) a madarak osztályának vágómadár-alakúak (Accipitriformes) rendjébe a vágómadárfélék (Accipitridae) családjába és a kígyászölyvformák (Circaetinae) alcsaládjába tartozó faj.

## Rendszerezése
A fajt John Gould angol ornitológus írta le 1858-ban.

## Előfordulása
Délkelet-Ázsiában Indonézia területén, Celebesz szigetén és a Sula-szigeteken honos. Természetes élőhelyei a szubtrópusi és trópusi síkvidéki esőerdők és szavannák, valamint szántóföldek és másodlagos erdők. Állandó, nem vonuló faj.

## Alfajai
- celebeszi kígyászsas (Spilornis rufipectus rufipectus) Gould, 1858 - Celebesz
- sula-szigeteki kígyászsas (Spilornis rufipectus sulaensis) (Schlegel, 1866) - Banggai-szigetek és Sula-szigetek[2]

## Megjelenése
Testhossza 54 centiméter, szárnyfesztávolsága 105-120 centiméter.

## Természetvédelmi helyzete
Az elterjedési területe nagyon nagy, egyedszáma pedig stabil. A Természetvédelmi Világszövetség Vörös listáján nem fenyegetett fajként szerepel.